# Bugatti-Werke

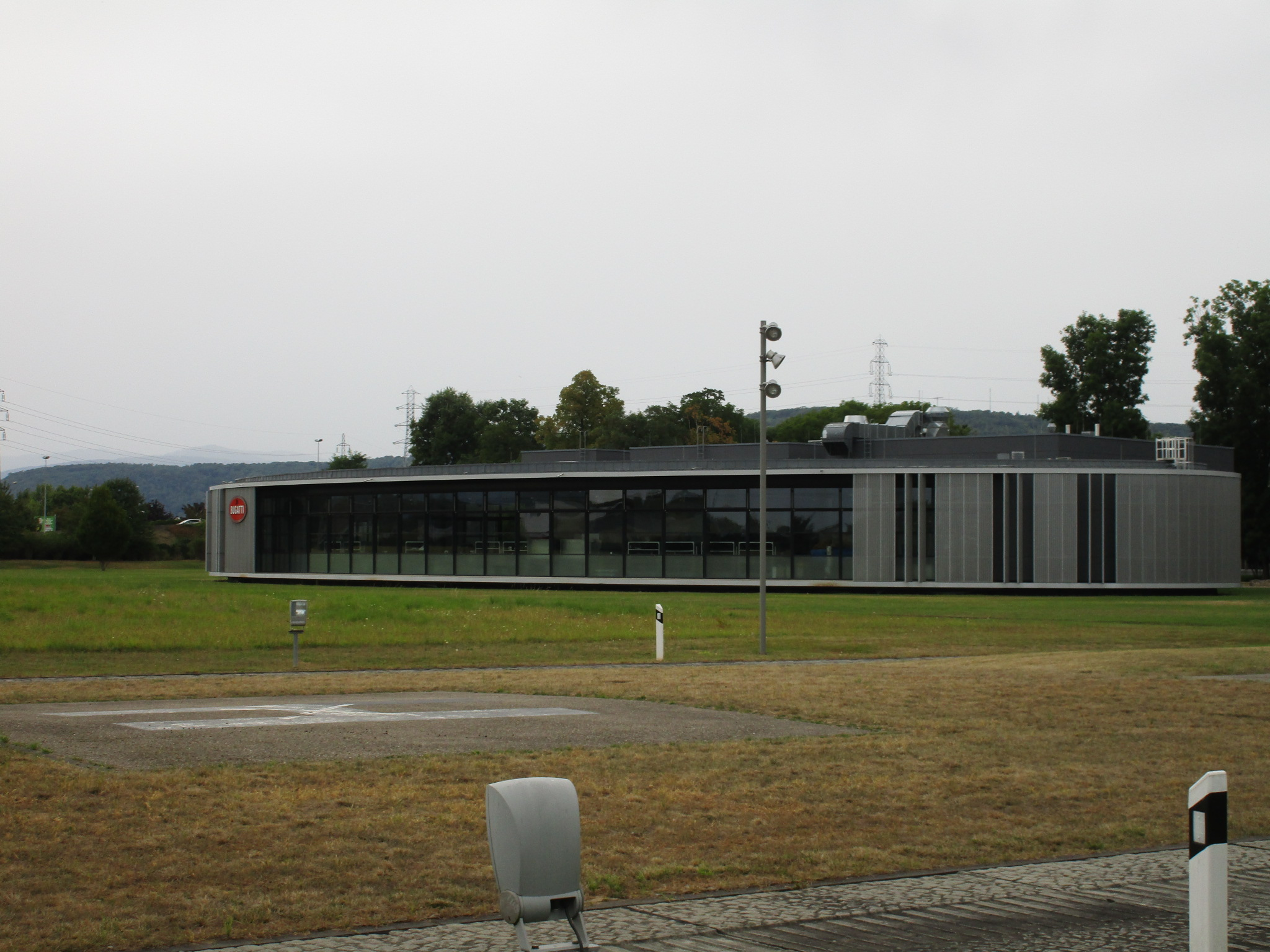
Bugatti-Werke in Molsheim

Die Bugatti-Werke sind der historische Industriestandort und Firmensitz des Automobilherstellers Bugatti, gegründet von Ettore Bugatti im Jahr 1909 in Molsheim. Es beherbergt zudem die Luftfahrtaktivitäten von Messier-Bugatti, heute Safran Landing Systems.
Neben dem Werk umfasst das Gelände die Familienvilla auf dem Anwesen „Hardtmuhle“, das Produktionswerk in Molsheim sowie das Schloss Saint-Jean in Dorlisheim, das Ettore Bugatti 1928 erwarb und wo heute der neue Montagestandort Bugatti Automobiles angesiedelt ist  südwestlich von Straßburg im Elsass.

## Geschichte
Ettore Bugatti (1881–1947) begann seine Karriere als Konstrukteur und Rennfahrer von Elite-Sportwagen. Im Jahr 1898 trat er als Lehrling bei einem Unternehmen in Mailand ein, wo er 1899 den Bugatti Type 1 und 1900 den Bugatti Type 2 entwarf. Ab 1902 arbeitete er mit Lorraine-Dietrich-De Dietrich in Niederbronn-les-Bains (nördlich von Straßburg) zusammen, gemeinsam mit Eugène-Dominique de Dietrich, Amédée Bollée und Émile Mathis; dort entstanden die De Dietrich-Bugatti Type 3, 4 und 5. 1904 gründete er zusammen mit Émile Mathis das Unternehmen Mathis in Illkirch-Graffenstaden (südlich von Straßburg), wo die Mathis Hermès Simplex (Bugatti Type 6 und 7) produziert wurden. Im Jahr 1907 ging er eine Kooperation mit der Deutz AG von Nikolaus Otto und dessen Sohn Gustav Otto (Mitgründer von BMW 1917) in Köln ein, woraus die Modelle Bugatti Type 8 und 9 hervorgingen.

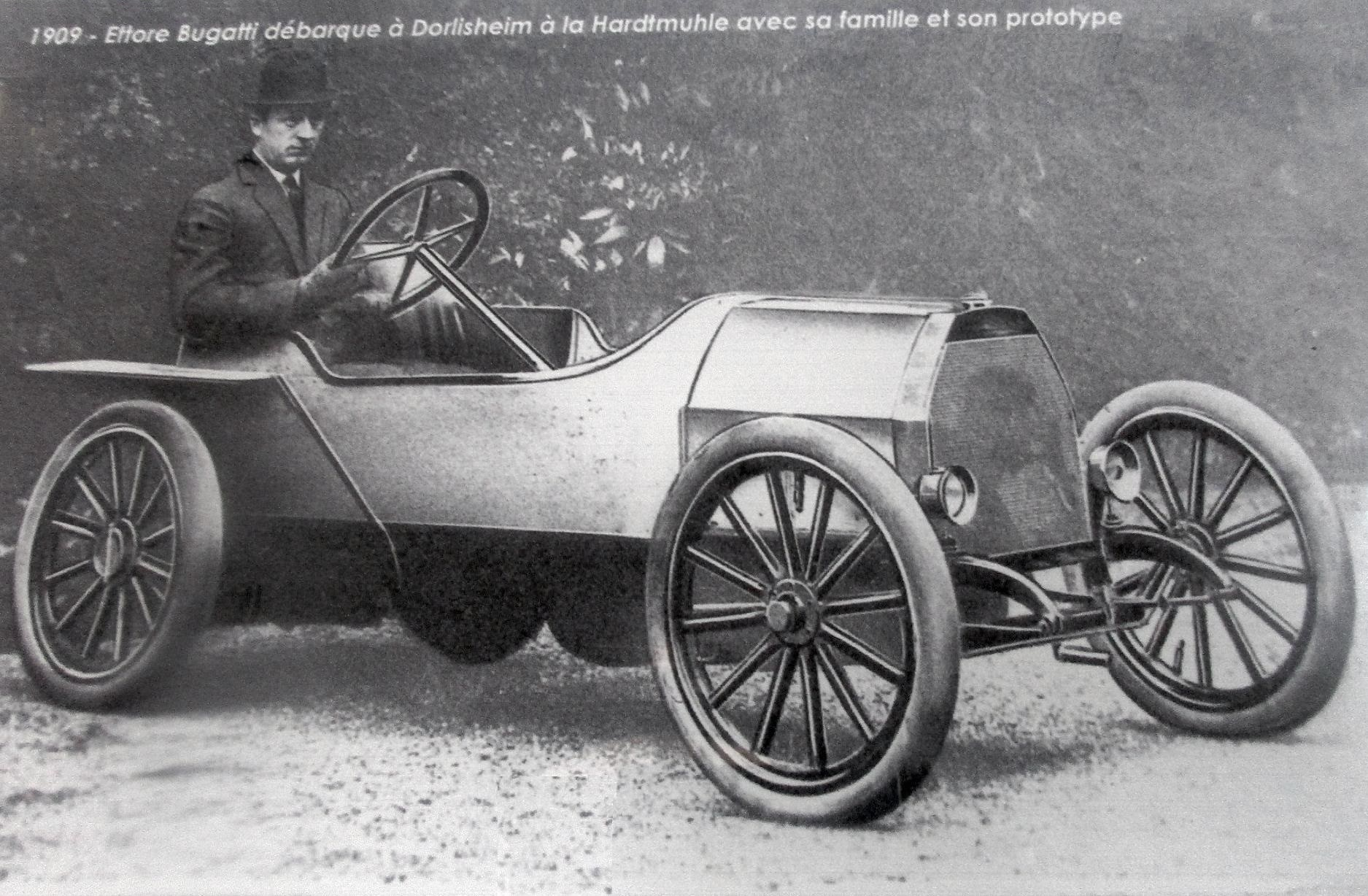
Ettore Bugatti mit seinem Prototyp Bugatti Type 10 (1909)
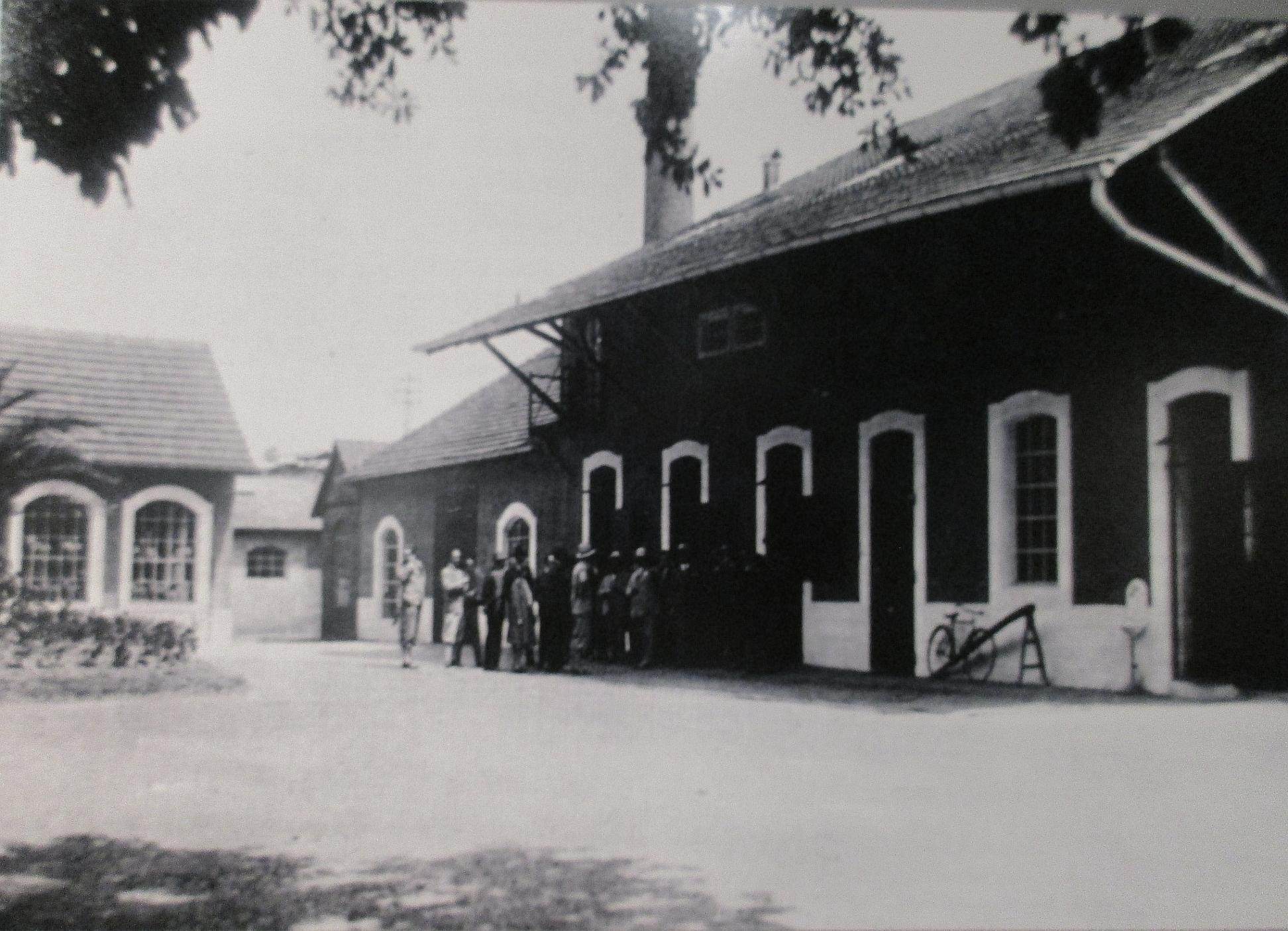
Historische Garagen, Werkstatt und Stallungen (1909)
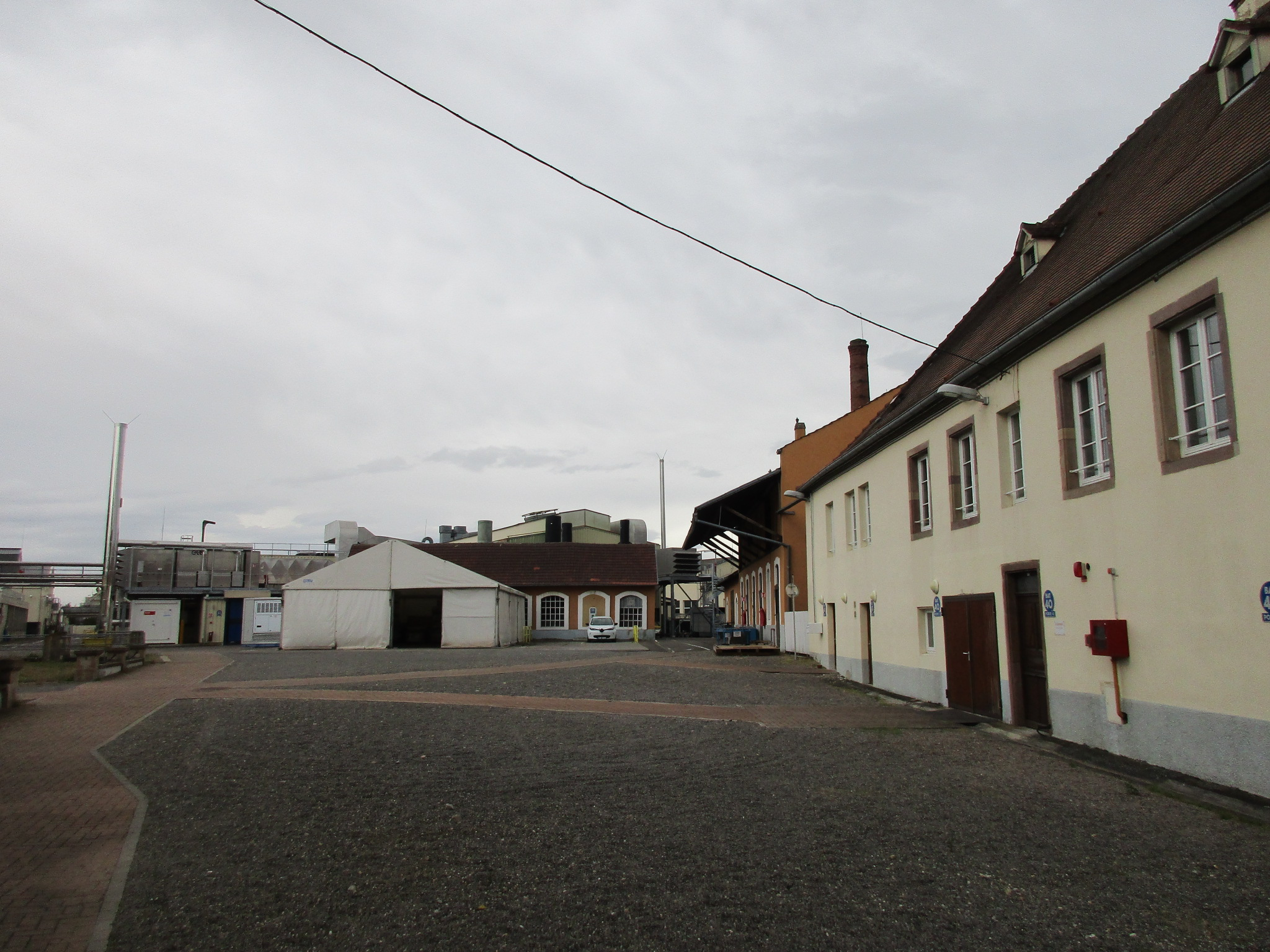
Erhaltenes historisches Gelände (1909)

1909 gründete er nach Entwicklung des Rennprototyps Bugatti Type 10 mit Unterstützung des Bankiers Augustin de Vizcaya und dessen Sohnes Pierre de Vizcaya das Familienunternehmen Bugatti in Molsheim. Seine Devise: „Nichts ist zu schön, nichts ist zu teuer“ für eine internationale Elitekundschaft.

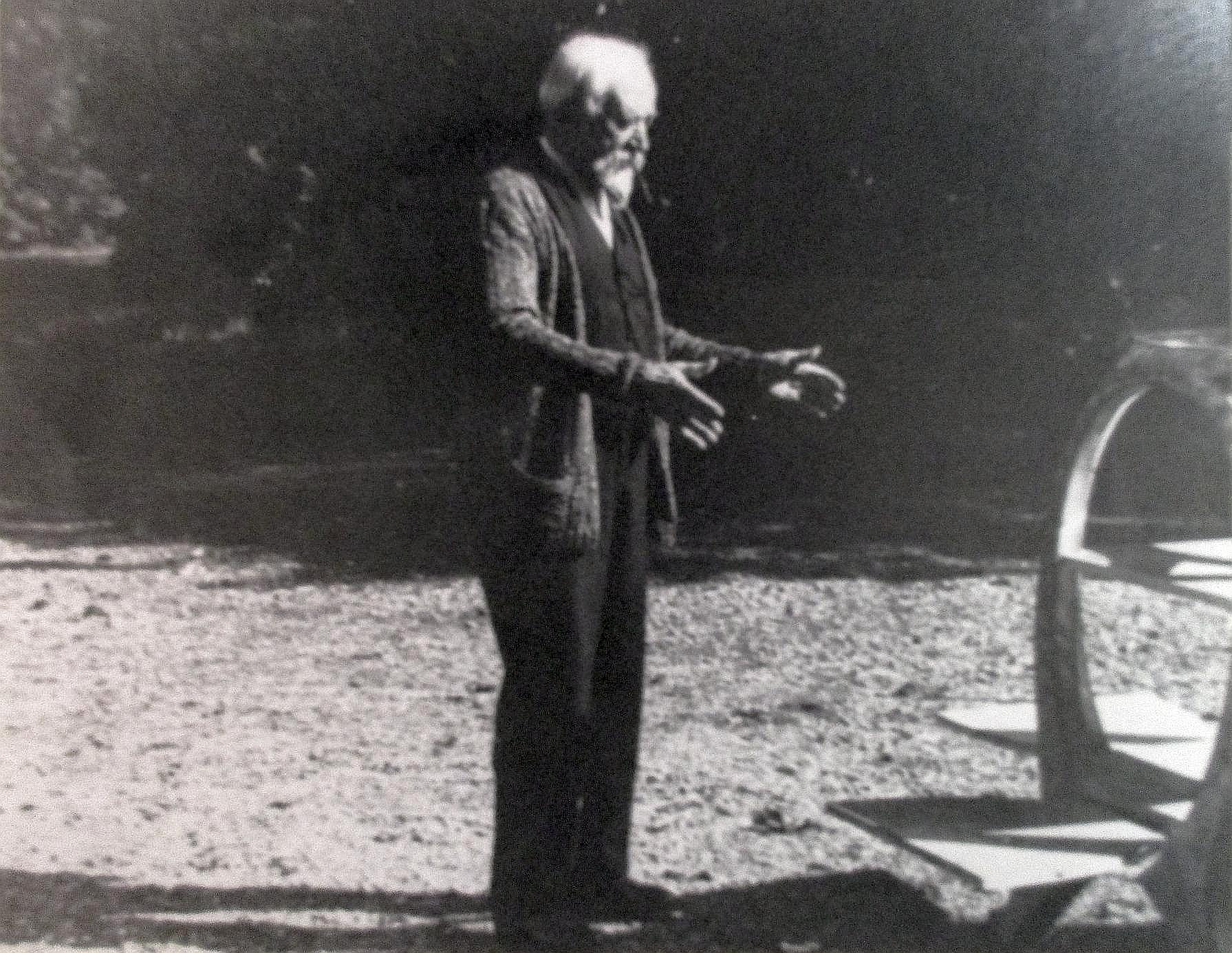
Carlo Bugatti
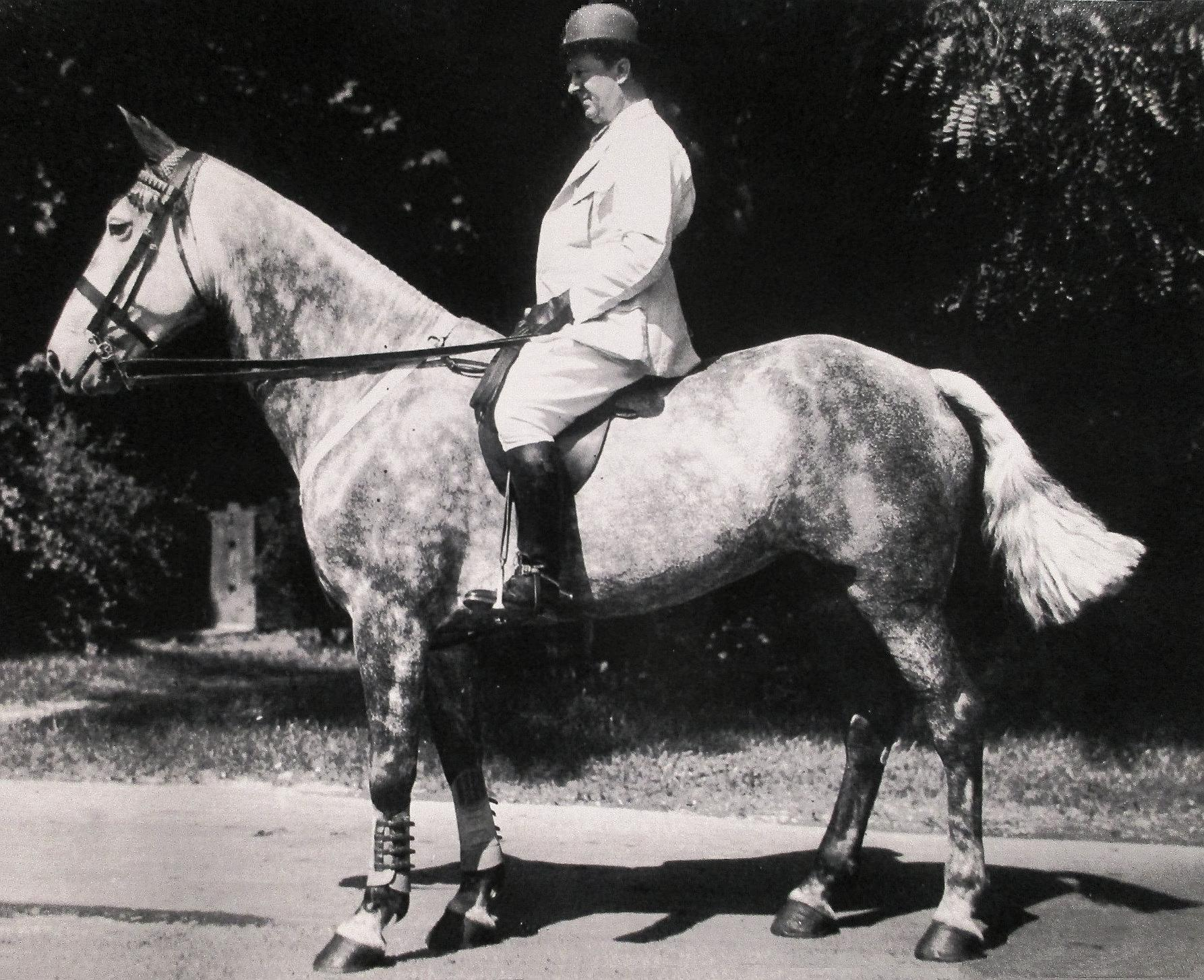
Ettore Bugatti mit seinem Rennpferd Brouillard
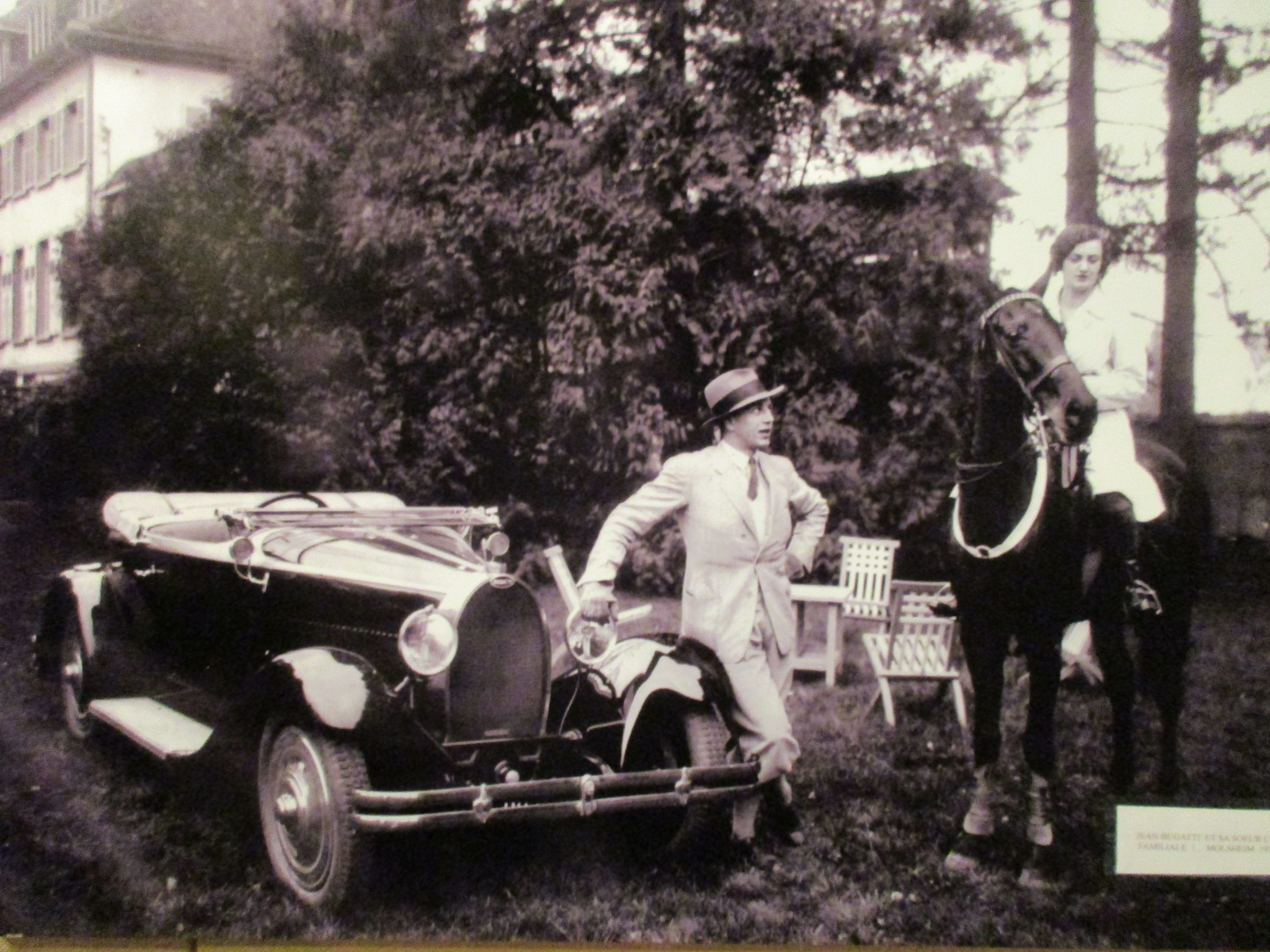
Jean Bugatti mit seiner Schwester L'Ebe
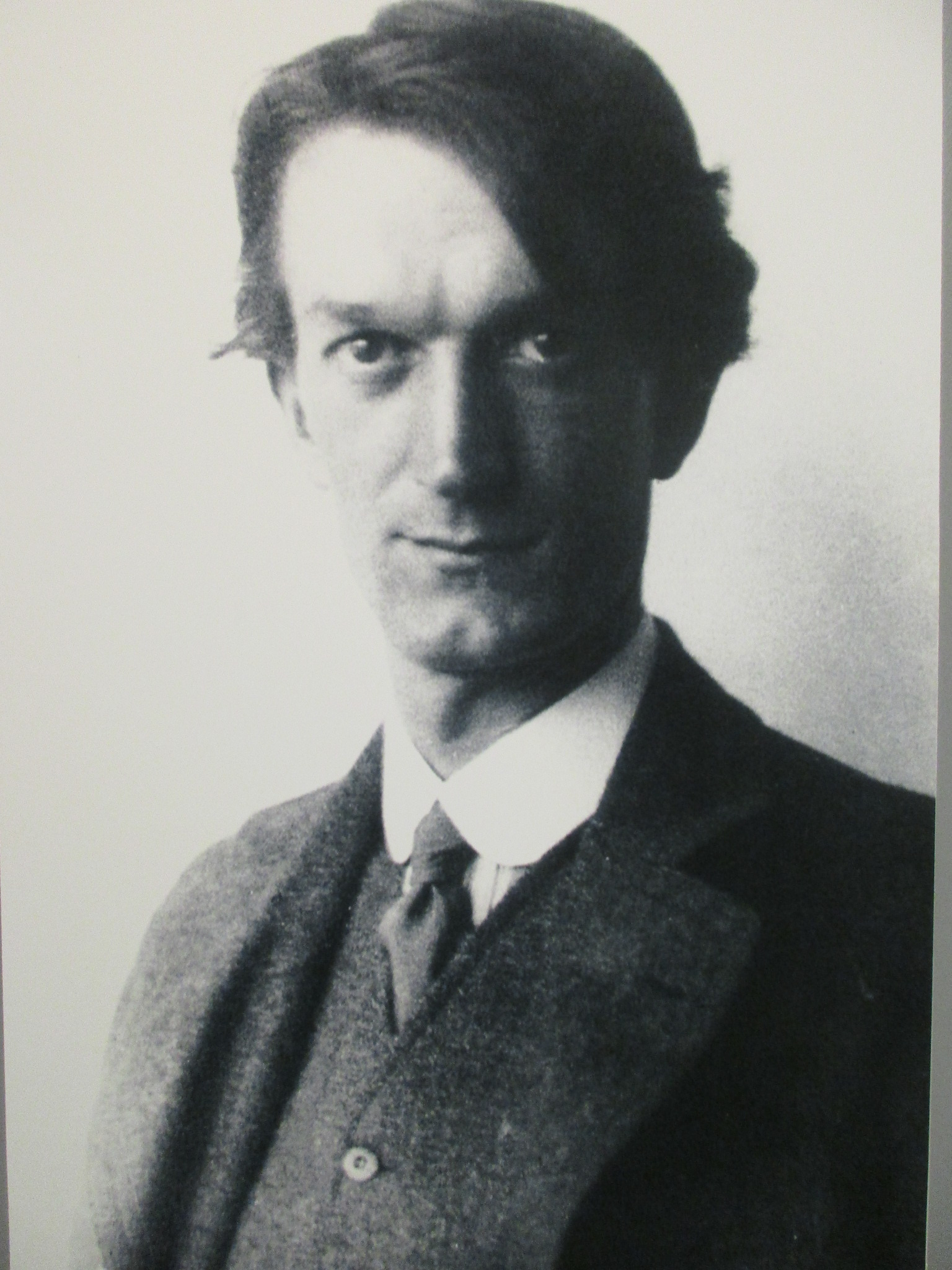
Rembrandt Bugatti

Ab 1928 erwarb er das Schloss Saint-Jean in Dorlisheim für Repräsentationszwecke. 1939 starb Jean Bugatti bei Testfahrten mit der siegreichen Type 57G (24 Stunden von Le Mans 1939). Ettore Bugatti verstarb 1947 – nach über gefertigten Fahrzeugen und Rennsiegen.

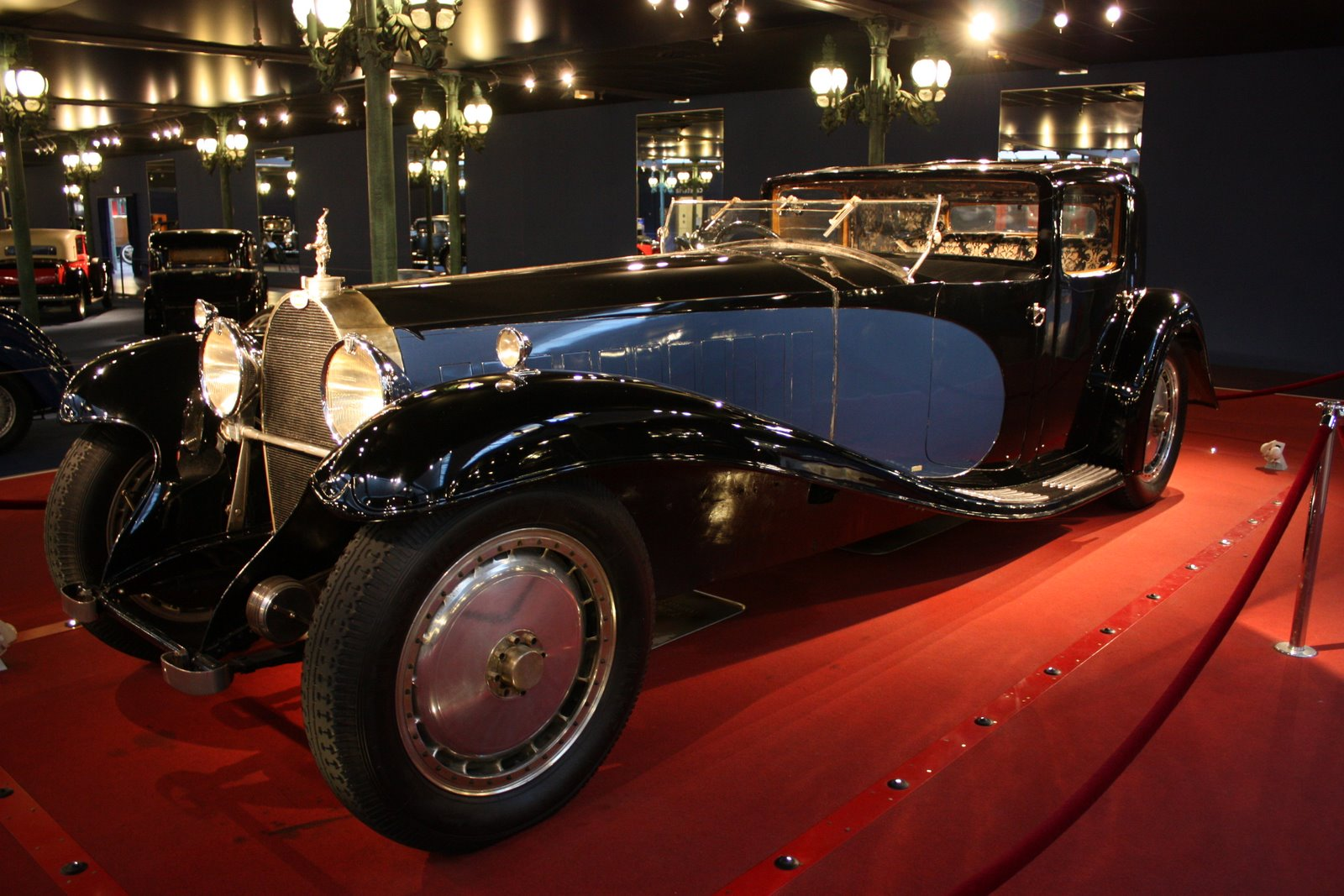
Royale Type 41 „Coupé du Patron“ (1926, Schlumpf-Sammlung)
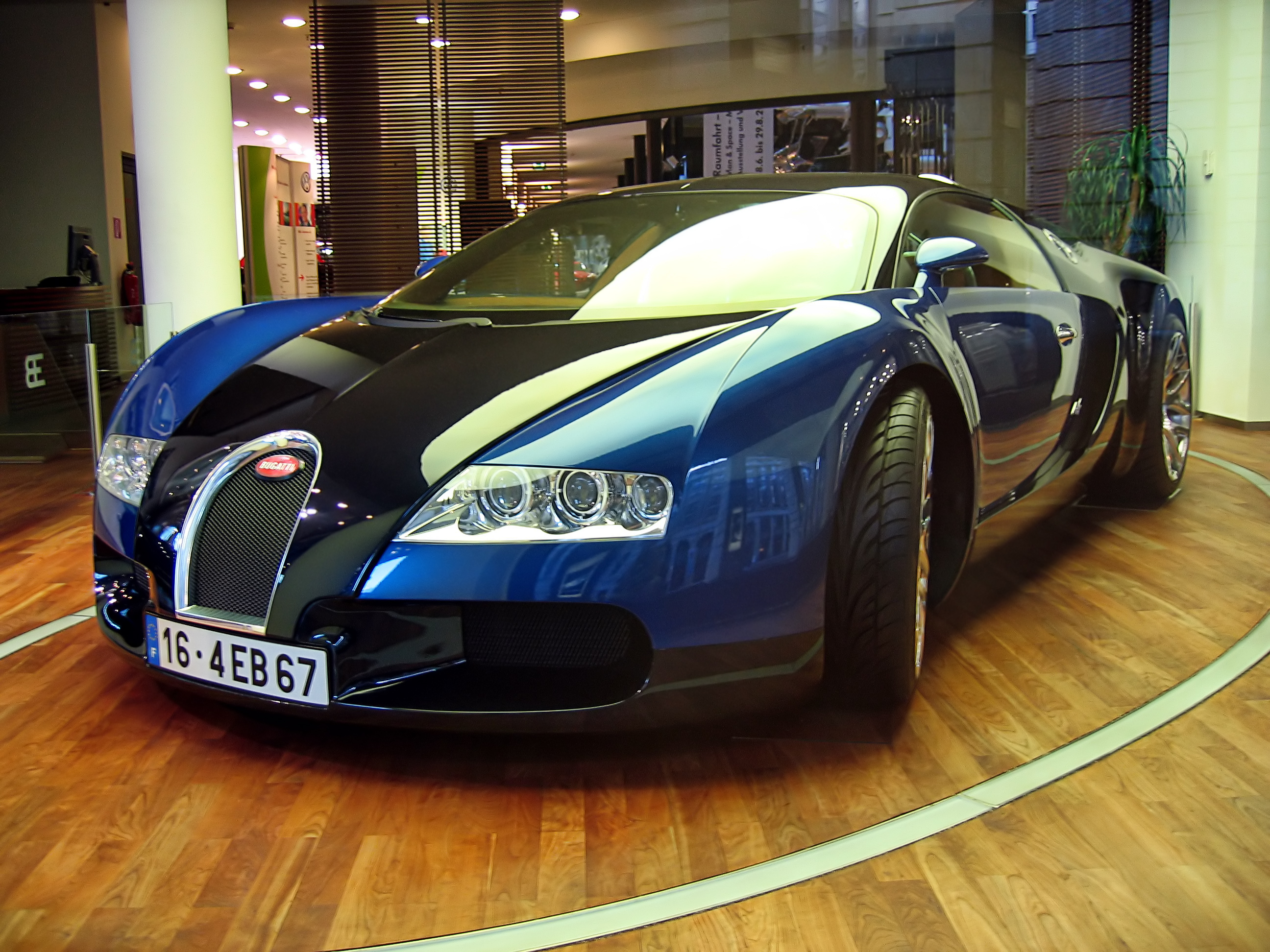
Bugatti Veyron 16.4 (2005)
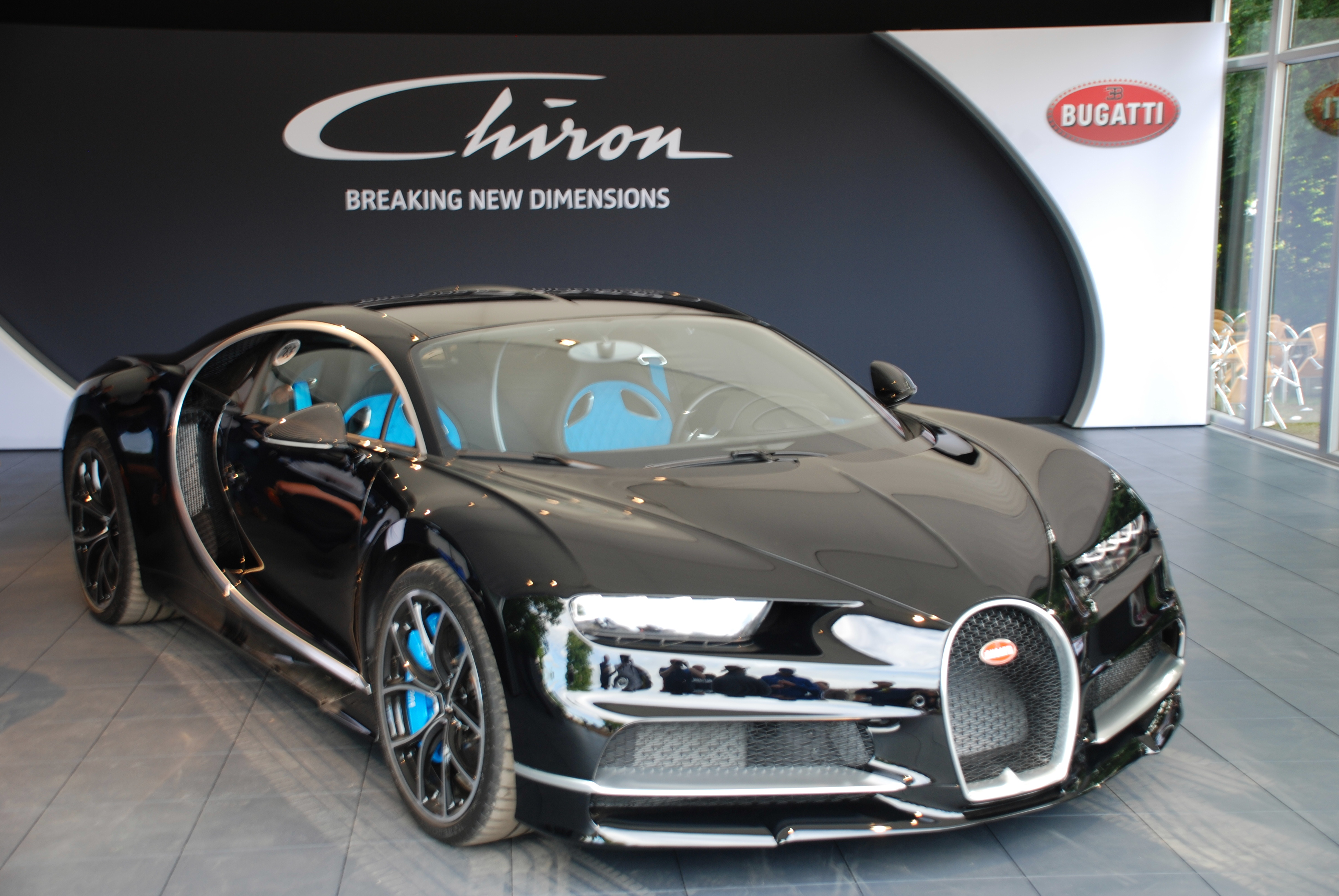
Bugatti Chiron (2016)

1998 übernahm Ferdinand Piëch (Volkswagen) die Marke und revitalisierte sie mit Modellen wie Veyron und Chiron.

## Schloss Saint-Jean

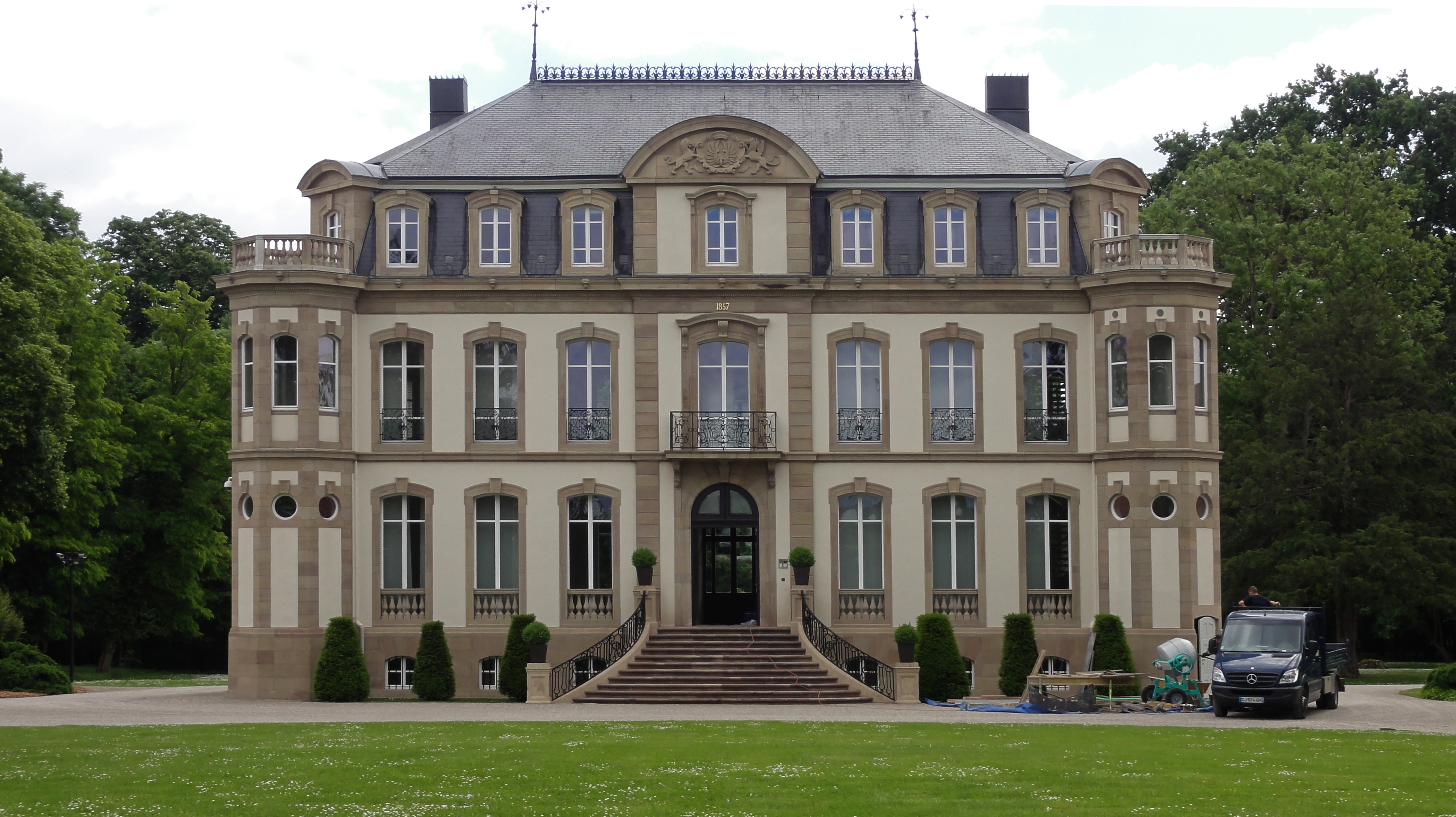
Schloss Saint Jean

- 1857: Schloss Saint-Jean (ehemalige Johanniter-Kommende) – heute Firmensitz von Bugatti Automobiles SAS.[6]
- 2004: „L’Atelier“ – Montagestätte für Chiron und Divo.

## Umgebung
- Bugatti-Stiftung im Kartäuserkloster Molsheim
- Bugatti-Festival (jährlich im September)[7]
- Schlumpf-Sammlung im Automobilmuseum Mulhouse (südlich)